# Estação de Haussmann - Saint-Lazare
A Estação de Haussmann - Saint-Lazare é uma estação ferroviária francesa, localizada no 9.º arrondissement de Paris. É o terminal ocidental da linha E do RER. À origem do projeto, esta estação foi denominada Saint-Lazare - Condorcet.

## Situação ferroviária e geográfica
Esta estação está localizada no ponto quilométrico 2,082 da linha de Paris a Pont Cardinet (EOLE). Sua altitude é de 2 m.
Ela é implantada no bairro de negócios Saint-Lazare-Opéra. Fica muito próxima dos Grands Magasins: Printemps e Galeries Lafayette.

## História
A estação de Haussmann - Saint-Lazare foi inaugurada em 14 de julho de 1999. Ele leva os nomes do boulevard Haussmann, situado na superfície, e da Gare Saint-Lazare. Ele foi projetada para atender o distrito de escritórios e comercial de Saint-Lazare e de estar em correspondência com o pólo multimodal de Saint-Lazare e a estação de Auber. Ela foi criada para pôr o bairro e a Gare Saint-Lazare em ligação com a Gare du Nord, através da estação de Magenta, ligação efetuada pela linha E do RER.
Em 2016, de acordo com estimativas da SNCF, a frequência anual da estação é de 44 647 200 passageiros após 42 314 400 passageiros em 2015 e em 2014.

## Serviço de passageiros

### Entrada

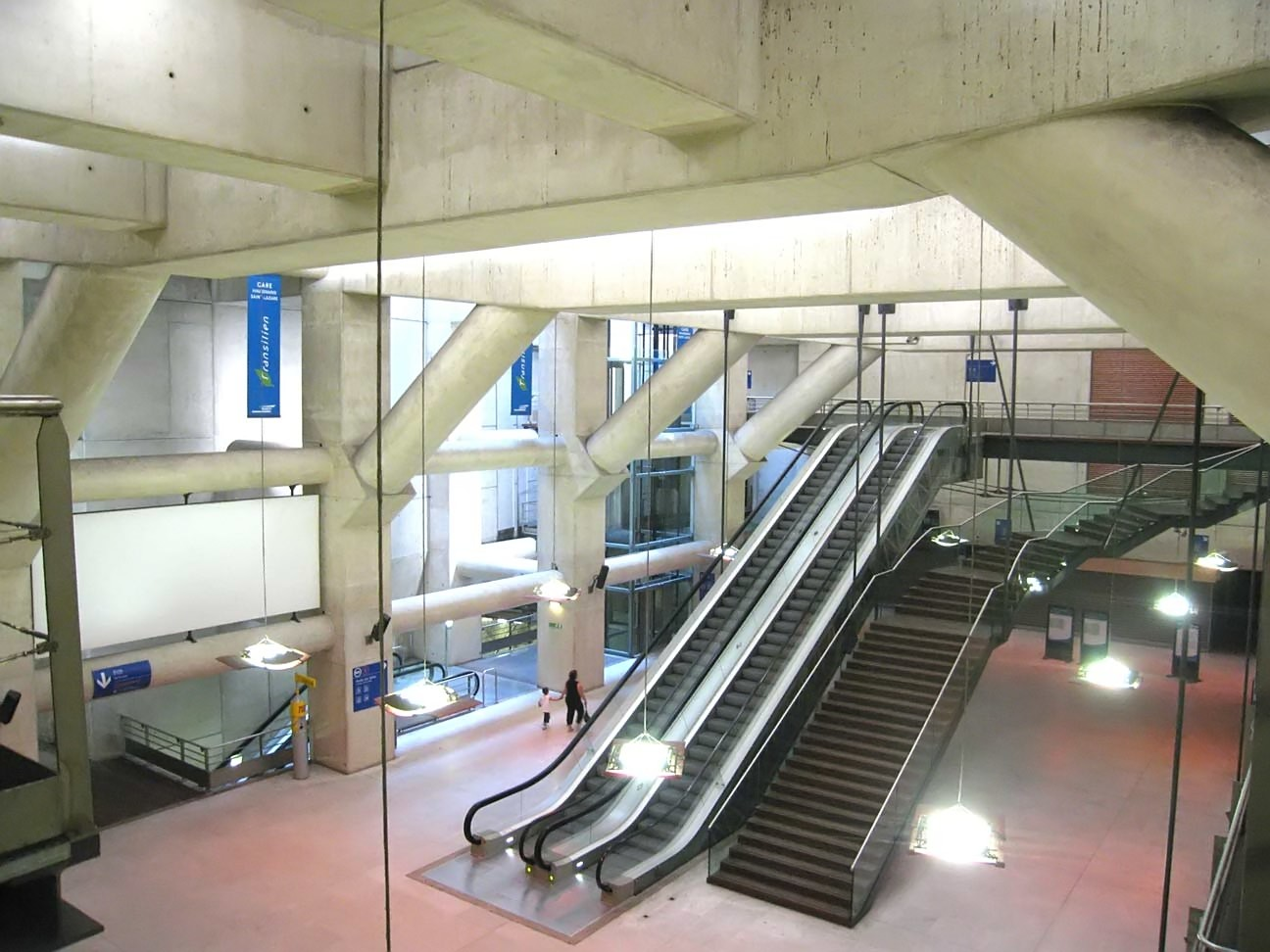
Sala de transferência da estação.

A estação de Haussmann - Saint-Lazare é dividida em dois pólos: Haussmann, a leste, Saint-Lazare, a oeste. Cada pólo é composto de acessos a partir da superfície, de bilheterias, de máquinas de bilhetes e de corredores de correspondência.
O pôle Haussmann comporta três acessos: 86 rue Saint-Lazare, na esquina da rue de Mogador (levando às Galeries Lafayette no subsolo) e da rue de Provence, e place Georges-Berry, no coração da rue de Caumartin. Ele comporta dois corredores de correspondência que levam à estação Havre - Caumartin da linha 9 e à estação de Auber de RER A de um lado, e à estação Saint-Lazare da linha 12 do outro lado.
O pôle Saint-Lazare comporta um acesso: na esquina da rue du Havre e a rue de l'Isly. Ele comporta dois corredores de correspondência que levam às estações de metro Saint-Lazare das linhas 3, 13 e 14 de um lado, e à Gare Saint-Lazare  do outro lado.
Estes dois pólos estão ligados por corredores de correspondência permitindo, entre outros, um caminho entre a Gare Saint-Lazare e a estação de metrô Opéra.

### Serviço
A estação, servida pelos trens da linha E do RER, é atualmente operada como terminal do trecho comum dos ramais E2 de Chelles - Gournay e E4 de Tournan-en-Brie. Não tendo sido desenhado para esta função, a sua capacidade é limitada a 16 trens por hora no horário de pico:
- 8 trens por hora para o ramal E2 para Chelles;
- 4 trens por hora para o ramal E4 para Villiers-sur-Marne;
- 4 trens por hora para o ramal E4 para Tournan.

Como a estação está em um fim da linha, esta situação bloqueia qualquer aumento na frequência dos trens, incluindo a extensão do ramal E2 para Meaux, terminando atualmente em Chelles - Gournay, que teria de acomodar quatro trens com adicional de hora de pico para este serviço.

### Intermodalidade
A estação permite acesso pelos corredores às estações de metrô e ferroviárias seguintes (da mais próxima à mais distante):
- Saint-Lazare (correspondência com as linhas de metrô 3, 12, 13 e 14);
- a Gare Saint-Lazare;
- Havre - Caumartin (correspondência com as linhas de metrô 3 e 9);
- Saint-Augustin (correspondência com a linha de metrô 9);
- a Estação Auber (correspondência com a linha A do RER);
- Opéra (correspondência com as linhas de metrô 3, 7 e 8).

Além disso, ela está em correspondência:
- com as linhas 20, 21, 22, 24, 26, 27, 28, 29, 32, 43, 53, 66, 80, 81, 94 e 95 da rede de ônibus RATP;
- à noite, com as linhas N01, N02, N15, N16, N51, N52, N53, N150, N151, N152, N153 e N154 da rede de ônibus Noctilien.

## Projeto
E esperado no horizonte de 2022 que a linha E do RER seja estendida até a estação de Mantes-la-Jolie, passando pela Porte Maillot, a estação de La Défense e a de Nanterre-La Folie, a partir de Haussmann - Saint-Lazare. Esta extensão ocidental está inscrita no Plano Diretor da Região da Île-de-France (SDRIF). Neste quadro, a estação de Haussmann - Saint-Lazare vai se tornar uma estação de passagem, o que permitirá aumentar a sua capacidade de trens, de aumentar as frequências e de planejar a extensão do ramal E2 além de Chelles - Gournay.

Galeria de fotografias
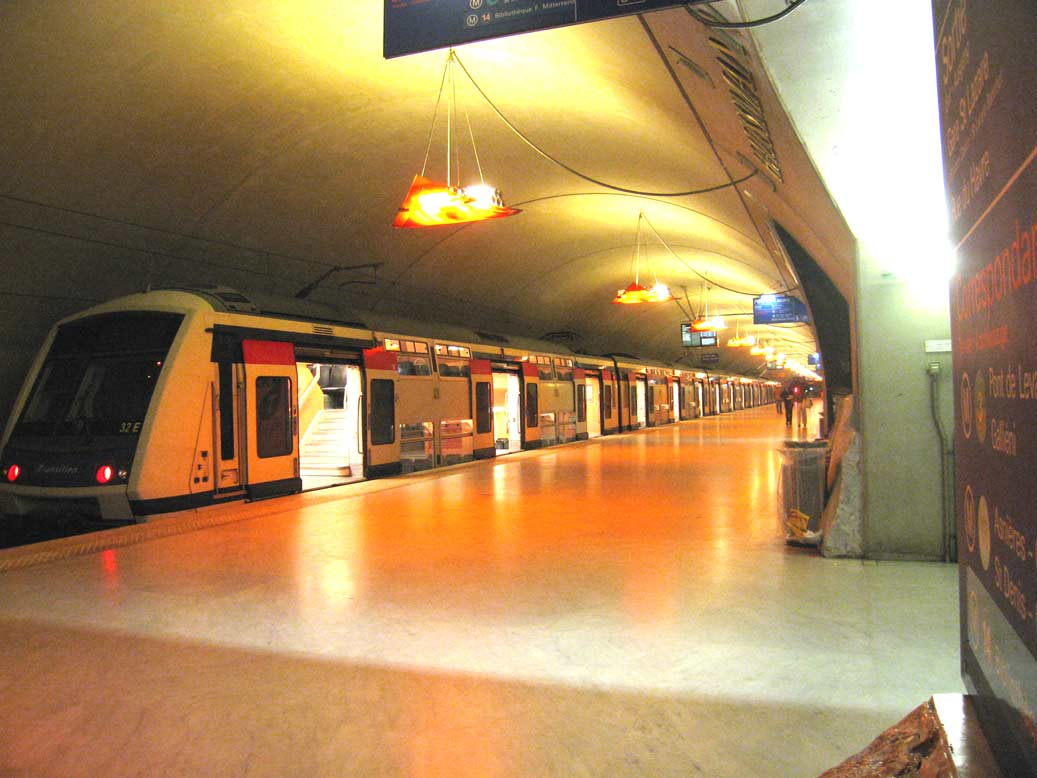
Um trem Z 22500 em uma das duas vias laterais.
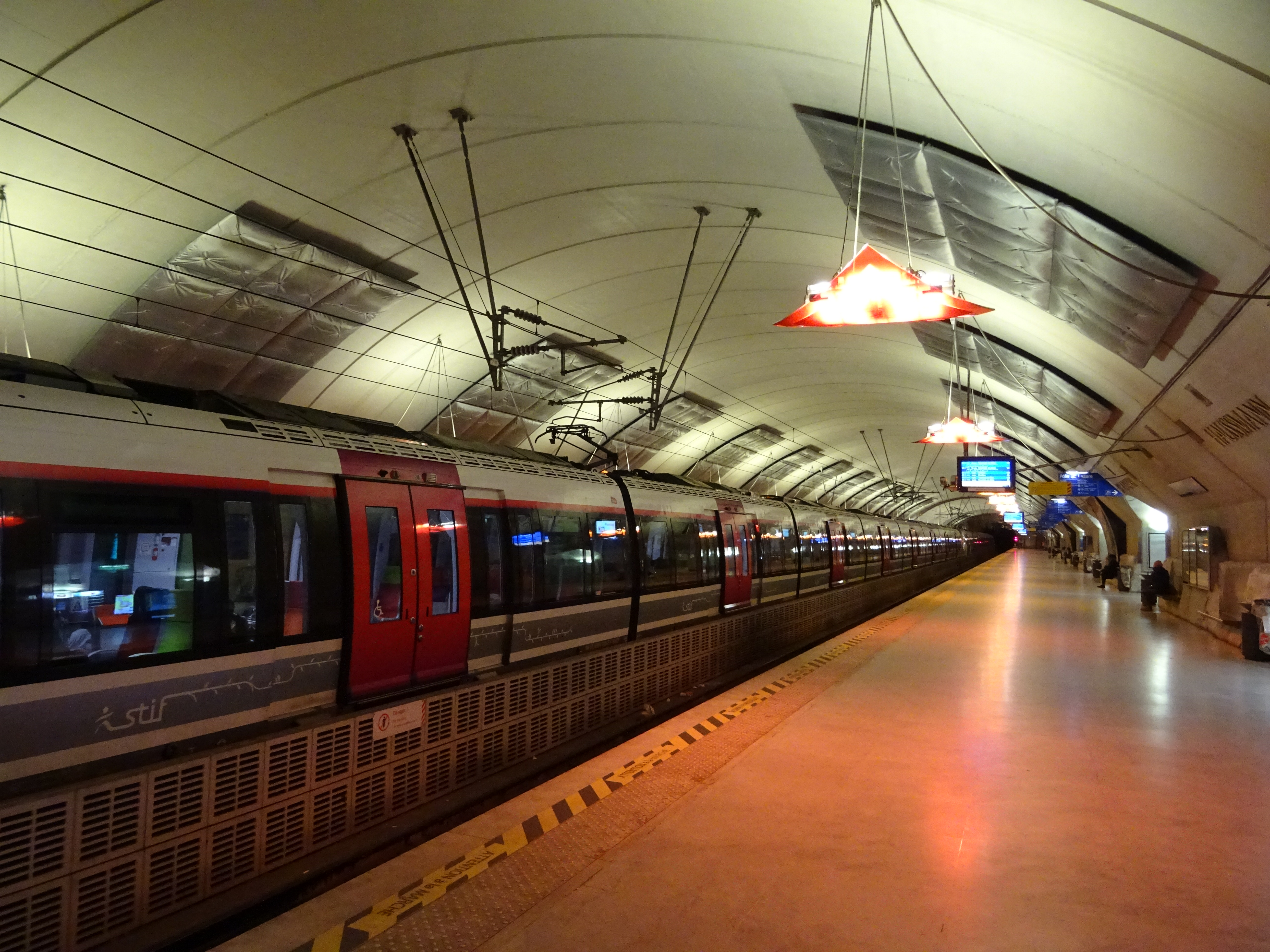
Um trem Z 50000 em uma das duas vias centrais.
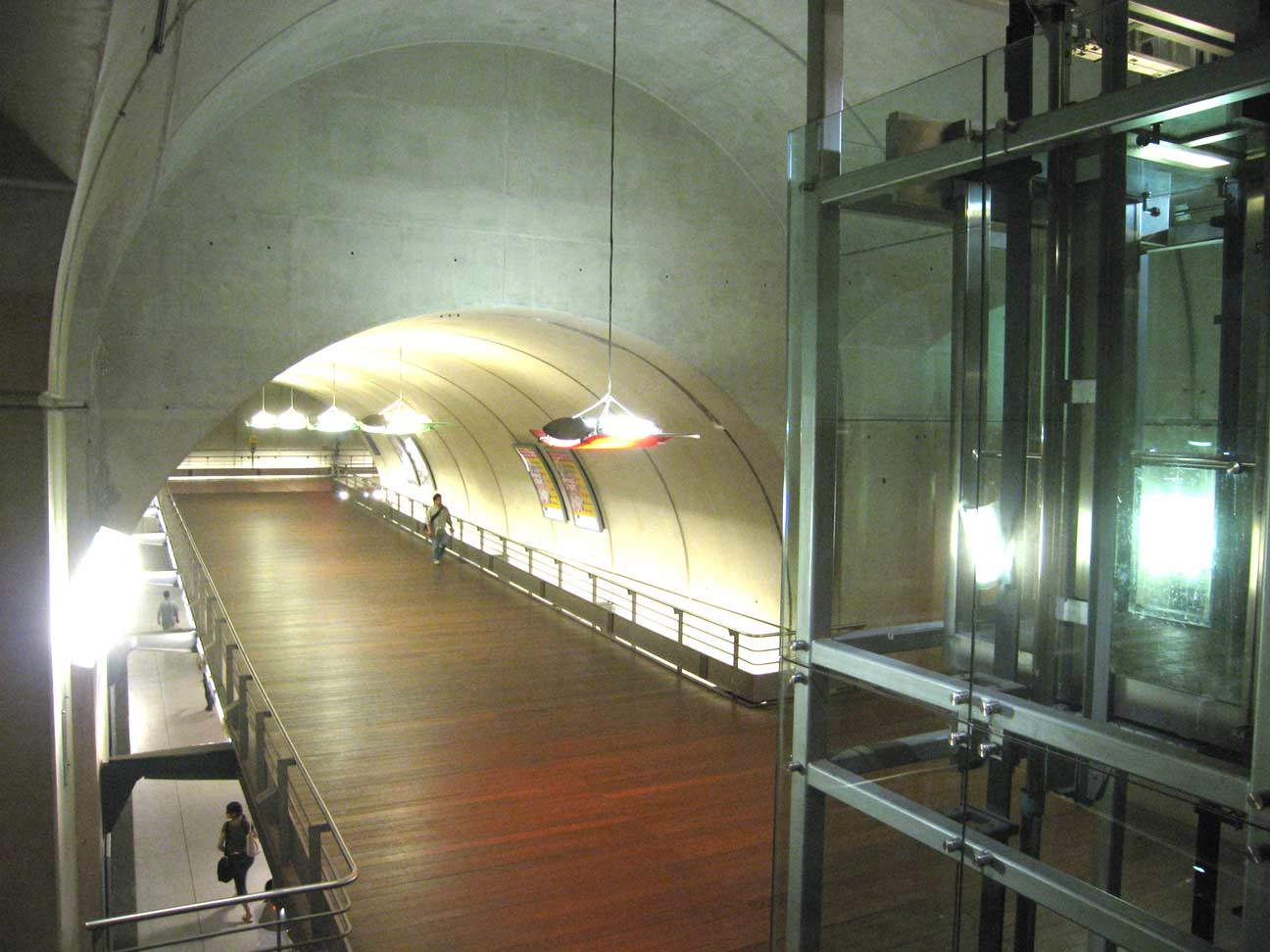
Corredor de correspondência em Haussmann - Saint-Lazare.